# Collonges-lès-Premières
Collonges-lès-Premières era una comuna francesa, situada en el departamento de Côte-d'Or, de la región de Borgoña-Franco Condado, que el 28 de febrero de 2019 pasó a ser una comuna delegada y la cabecera de la comuna nueva de Collonges-et-Premières.

## Geografía
Está ubicada a 20 km al sureste de Dijon.

## Demografía
| 326 | 335 | 306 | 427 | 655 | 663 | 799 | 875 |
| Para los censos de 1962 a 1999 la población legal corresponde a la población sin duplicidades (Fuente: INSEE [Consultar]) |     |     |     |     |     |     |     |